# Sprattus
Genre
Sprattus est un genre de poissons de la famille des Clupeidae.

## Liste d'espèces
Selon FishBase (23 janvier 2020), ITIS (23 janvier 2020) et World Register of Marine Species (23 janvier 2020) :
- Sprattus antipodum (Hector, 1872)
- Sprattus fuegensis (Jenyns, 1842)
- Sprattus muelleri (Klunzinger, 1879)
- Sprattus novaehollandiae (Valenciennes, 1847)
- Sprattus sprattus (Linnaeus, 1758) — Sprat